# Gjorge Ivanov
Gjorge Ivanov (en macedonio: Ѓорге Иванов) es un político macedonio que fue presidente de la República de Macedonia del Norte desde el año 2009 hasta 2019

## Biografía

### Primeros años y formación
Gjorge Ivanov nació en la localidad de Valandovo el 2 de mayo de 1960, al sureste de la República Socialista de Macedonia (en ese entonces parte de Yugoslavia). En esta ciudad culminó su educación primaria y secundaria. A los 27 años, Ivanov abandonó su ciudad natal para residenciarse en Skopie. Hasta 1990, había sido un activista de la Juventud Comunista de Yugoslavia.

## Presidente de Macedonia del Norte

### Campaña presidencial
El 25 de enero de 2009, el partido más influyente en la Asamblea de la República de Macedonia del Norte, el VRMO-DPMNE escogió a Ivanov como su candidato presidencial para las elecciones presidenciales de 2009.
Durante su campaña presidencial, Ivanov declaró que si sería electo, convocaría una reunión con el presidente de Grecia e intentaría una resolución conjunta con este país sobre la disputa por el nombre de Macedonia.

### Presidencia
Un día posterior a su elección el 12 de mayo de 2009, Ivanov reafirmó su compromiso de la colaboración mutua con Grecia reuniéndose con su homólogo griego Karolos Papoulias.
Después de ser electo como presidente, él declaró públicamente sus objetivos de su presidencia. Entre estos se citan el ingreso de la República de Macedonia a la Unión Europea y a la OTAN, la recuperación económica de su país, la estabilidad interna y la mejora de las relaciones con las minorías étnicas y los países vecinos, especialmente con Grecia.